# Savignia badzhalensis
Savignia badzhalensis är en spindelart som beskrevs av Kirill Yeskov 1991. Savignia badzhalensis ingår i släktet Savignia och familjen täckvävarspindlar. Inga underarter finns listade i Catalogue of Life.